# Saint-Péray
Saint-Péray ist eine französische Gemeinde mit 7.591 Einwohnern (Stand 1. Januar 2022) im Département Ardèche, Region Auvergne-Rhône-Alpes. Sie liegt etwa fünf Kilometer westlich von Valence an der Ostflanke des Zentralmassivs. Sie wird von den Ruinen der Burg Crussol überragt. Das auf der orographisch rechten Seite der Rhone gelegene Saint-Péray ist für seine Weißweine bekannt und liegt nur rund fünf Kilometer von Cornas, einer bekannten Rotweingemeinde der Rhône entfernt. Sowohl Cornas wie auch Saint-Péray werden weitgehend von den kalten Winden des Mistral verschont. Das Gemeindegebiet wird vom Fluss Mialan durchquert.
Der Name Saint-Péray leitet sich vom heiligen Petrus her. Während der Säkularisation im Laufe der französischen Revolution hieß die Gemeinde Péray Vin.

## Bevölkerungsentwicklung
| Jahr                       | 1962 | 1968 | 1975 | 1982 | 1990 | 1999 | 2007 | 2016 |
| -------------------------- | ---- | ---- | ---- | ---- | ---- | ---- | ---- | ---- |
| Einwohner                  | 3097 | 3592 | 4310 | 5196 | 5886 | 6661 | 7002 | 7645 |
| Quellen: Cassini und INSEE |      |      |      |      |      |      |      |      |

## Sehenswürdigkeiten
- Kirche Saints-Pierre-et-Paul
- Protestantische Kirche

Auf dem Gebiet der Gemeinde steht die Ruine der mittelalterlichen Burg Crussol.

## Städtepartnerschaften
- Die Städte Groß-Umstadt (Hessen), Partnerstadt seit 1966, und
- Santo Tirso (Portugal), mit der seit 1991 ein Freundschaftsabkommen besteht, sind ebenfalls vom Weinbau geprägt.
- Hinzu kam 2001 als Partnerstadt noch Asso in Italien.

## Weinbaugebiet Saint-Péray
Die Gemeinde Saint-Péray gibt dem gleichnamigen Weinbaugebiet mit dem Status einer Appellation d’Origine Contrôlée (kurz AOC) seinen Namen. Das 62 Hektar große Gebiet erhielt diesen Status am 8. Dezember 1936 und zählt innerhalb der großen Appellation Côtes du Rhône als privilegierter Cru.
Es werden ausschließlich Weißweine aus den Rebsorten Roussanne und Marsanne blanche hergestellt. Als 1825 einer Kellermeister aus der Champagne zu Besuch in Saint-Péray war, erläuterte er interessierten Winzer die Herstellmethode von Schaumwein. Im Jahr 1829 wurden die ersten Flaschen Saint-Péray Mousseux entkorkt.
Der Schaumwein stellt mittlerweile ca. 60 % der Weinmenge (ca. 2100 Hektoliter / Jahr) des Gebiets dar; er gehört zu den besten Frankreichs.
Die Ertragsbeschränkung liegt generell bei 45 Hektoliter / Hektar. Weine, die den Bedingungen dieser AOC nicht genügen, dürfen unter der Bezeichnung Côtes du Rhône vermarktet werden.
Berühmte Liebhaber der Weine von Saint-Péray waren Alphonse de Lamartine, Alphonse Daudet, Richard Wagner und Zar Alexander II.

## Persönlichkeiten
- André Dumont (1903–1994), Radrennfahrer